# 세컨드 인 코맨드
세컨드 인 코맨드(Second In Command)는 루마니아에서 제작된 사이몬 펠로우스 감독의 2006년 액션, 스릴러 영화이다. 장 끌로드 반담 등이 주연으로 출연하였고 조나단 데빈 등이 제작에 참여하였다.

## 출연

### 주연
- 장 끌로드 반담
- 줄리 콕스

### 조연
- 윌리엄 태플리
- 앨런 맥켄나
- 아도티 라자크
- 워렌 데로사
- 서반 셀리아
- 콜린 스틴톤
- 엠마누엘 파르부

## 제작진
- 공동제작: 블래드 포니스쿠
- 라인프로듀서: 보그단 몬세아
- 협력프로듀서: 데이빗 알바라도
- 협력프로듀서: 알윈 쿠쉬너
- 협력프로듀서: 리처드 터너
- 협력프로듀서: 유진 반 바렌버그
- 미술: 댄 토더
- 의상: 오아나 파운네스크
- 배역: 플로리엘라 그라피니
- 배역: 줄리아 버딘
- 배역: 제레미 지머먼